# Rhaphidostichum gunckelii
Rhaphidostichum gunckelii är en bladmossart som beskrevs av Thériot 1930. Rhaphidostichum gunckelii ingår i släktet Rhaphidostichum och familjen Sematophyllaceae. Inga underarter finns listade i Catalogue of Life.